# Kaleidoscope (britische Band)
Kaleidoscope war eine britische Psychedelic-Rockband der 1960er-Jahre. 1970 veröffentlichte sie eine Single als I Luv Wight und benannte sich anschließend um in Fairfield Parlour. Die Band spielte im typischen Kaftan-Look psychedelischen Rock-Pop im Pink-Floyd-Stil.

## Geschichte
In London gründeten Eddie Pumer (Gitarre), Dan Bridgeman (Schlagzeug), Peter Daltrey (Gesang, Keyboard) und Steve Clark (E-Bass, Flöte) die Band The Side Kicks. Die Gruppe coverte zunächst R'n'B-Songs und benannte sich bald in The Key um. 1967 erhielt sie (dank der Hilfe des Musikverlegers Dick Leahy, der dann ihr Produzent wurde) einen Plattenvertrag bei Fontana Records.
Ihre erste Single – die es auch in einem seltenen Bildcover gibt – war ein Flop; aber schnell folgte die LP Tangerine Dream, die zu einer Kultplatte wurde. Die Original-LP wurde 25 Jahre später für 100 Britische Pfund (und mehr) gehandelt. Oldie-Markt, eine deutsche Zeitschrift für Schallplatten-Sammler, bezeichnet sie als „ein Meisterwerk der psychedelischen Musik aus England“ und gab ihren Wert 2006 mit 134,40 € an. Ähnliche Erlöse gab es für die zweite LP, während die fünf Singles der Band 1991 für etwa 20 bis 25 Pfund zu haben waren.
1970 nahmen Kaleidoscope noch einige Songs auf, die erst auf der CD White-Faced Lady 1991 veröffentlicht wurden. Im selben Jahr änderten sie ihren Namen zunächst für eine Single in I Luv Wight, dann – als sie zu Vertigo Records wechselten – in Fairfield Parlour. Dabei blieb die Besetzung noch immer die gleiche wie bei der Gründung 1964.
Ende 1970 löste sich die Band auf. Dan Bridgeman tauchte mit der Single Blister Boogie noch einmal in der Formation Freen Beans auf.
Die gleichnamige US-Band Kaleidoscope, die ebenfalls Psychedelic Rock spielte, war etwa zur gleichen Zeit aktiv (1963–1977) und benannte sich 1970 für den Markt in Großbritannien in „American Kaleidoscope“ um.

## Diskografie

### Alben
als Kaleidoscope
- 1967: Tangerine Dream
- 1969: Faintly Blowing
- 1991: White-Faced Lady (aufgenommen 1970)

als Fairfield Parlour
- 1970: From Home to Home

### Singles und EPs
als Kaleidoscope
- 1967: Flight from Ashiya / Holidaymaker
- 1968: A Dream for Julie / Please Excuse My Face
- 1968: Jenny Artichoke / Just How Much You Are
- 1969: Do It Again for Jeffrey / Poem
- 1969: Baloon / If You So Wish

als I Luv Wight
- 1970: Let the World Wash In / Mediaeval Masquerade

als Fairfield Parlour
- 1970: Bordeaux Rose / Chalk on the Wall
- 1970: Just Another Day / Caraminda // I Am All the Animals / Songs for You
- 1970: Exewitness / Epilog (nur in Japan, Odeon OR-2903 Stereo) (Soundtrack des gleichnamigen Filmes)
- 1976: Bordeaux Rose / Baby Stay for Tonight (Wiederveröffentlichung)